# Liste der UN-Resolutionen
Dieser Artikel listet eine Auswahl von UNO-Resolutionen auf, die der UNO-Sicherheitsrat oder die UNO-Generalversammlung bisher beschlossen haben.

## Liste der Resolutionen des UN-Sicherheitsrates
Die folgende Liste enthält eine Auswahl wichtiger Resolutionen des UN-Sicherheitsrats.
| Resolution | Datum              | UN-Mission                                                                                            | Thema |
| ---------- | ------------------ | --- | --- |
| 39         | 20. Januar 1948    | United Nations Military Observer Group in India and Pakistan (UNMOGIP)                                | Indien, Pakistan |
| 50         | 29. Mai 1948       | United Nations Truce Supervision Organization (UNTSO)                                                 | Israel, Palästina |
| 85         | 31. Juli 1950      | | Autorisierung des militärischen Einsatzes einer UNO-Truppe im Korea-Krieg |
| 100        | 27. Oktober 1953   | | Aufforderung an Israel, die Wasserabgrabungen bei Hawlah einzustellen. |
| 101        | 24. November 1953  | | Verurteilung israelischer Vergeltungsschläge in Qibya 14./15. Oktober 1953; Aufruf an Israel und Jordanien, das Waffenstillstandsabkommen einzuhalten. |
| 106        | 29. März 1955      | | Verurteilung Israels wegen des Bruches des Waffenstillstandsabkommens im Gazastreifen. |
| 128        | 11. Juni 1958      | United Nations Observation Group in Lebanon (UNOGIL)                                                  | Libanon |
| 143        | 17. Juli 1960      | Opération des Nations Unies au Congo (ONUC)                                                           | Entsendung einer UNO-Mission in den Kongo |
| 161        | 21. Februar 1961   | Opération des Nations Unies au Congo (ONUC)                                                           | Erweiterung des Mandates. Ziel nun auch Beendigung der Sezession der Provinz Katanga und Abzug der ausländischen Truppen |
| 179        | 11. Juni 1963      | United Nations Yemen Observation Mission (UNYOM)                                                      | Jemen |
| 186        | 4. März 1964       | United Nations Peacekeeping Force in Cyprus (UNFICYP)                                                 | Zypern |
| 203        | 14. Mai 1965       | Mission of the Representative of the Secretary-General in the Dominican Republic (DOMREP)             | Dominikanische Republik |
| 211        | 20. September 1965 | United Nations India-Pakistan Observation Mission (UNIPOM)                                            | Indien, Pakistan |
| 217        | 20. November 1965  | | Verhängung von Sanktionen gegen Südrhodesien |
| 242        | 22. November 1967  | | Israel |
| 280        | 19. Mai 1970       | | Verurteilung Israels wegen kontinuierlicher militärischer Aggressionen gegen den Libanon. |
| 332        | 21. April 1973     | | Verurteilung Israels wegen wiederholter militärischer Aggressionen gegen den Libanon. Verurteilung Israels wegen Gefährdung von Zivilisten und des internationalen Luftverkehrs.                                                                              |
| 337        | 15. August 1973    | | Verurteilung Israels wegen ständiger Verletzung des libanesischen Staatsgebietes. Verurteilung Israels wegen Entführung eines libanesischen Zivil-Flugzeuges, welches an den Irak verliehen wurde.                                                            |
| 338        | 22. Oktober 1973   | | Aufforderung an die Kriegsparteien des Jom-Kippur-Krieges (Ägypten und Syrien gegen Israel) zur Waffenruhe. |
| 340        | 25. Oktober 1973   | United Nations Emergency Force II (UNEF II)                                                           | Ägypten, Israel |
| 350        | 31. Mai 1974       | United Nations Disengagement Observer Force (UNDOF)                                                   | Syrien, Israel |
| 425, 426   | 19. März 1978      | United Nations Interim Force in Lebanon (UNIFIL)                                                      | Libanon |
| 435        | 29. September 1978 | | Status von Namibia |
| 478        | 20. August 1980    | | Nichtigerklärung der Annexion Ost-Jerusalems durch Israel. |
| 598        | 20. Juli 1987      | | Iran, Irak, Erster Golfkrieg |
| 605        | 22. Dezember 1987  | | Verurteilung Israels wegen ständiger Verletzung der in Genf definierten Menschenrechte für Zivilisten in Kriegsgebieten. Verurteilung Israels wegen wiederholter Missachtung der Menschenrechte in den besetzten Gebieten.                                    |
| 622        | 31. Oktober 1988   | United Nations Good Offices Mission in Afghanistan and Pakistan (UNGOMAP)                             | Afghanistan, Pakistan |
| 626        | 20. Dezember 1988  | United Nations Angola Verification Mission I (UNAVEM I)                                               | Angola |
| 632        | 16. Februar 1989   | United Nations Transition Assistance Group (UNTAG)                                                    | Namibia |
| 644        | 7. November 1989   | Grupo de Observadores de las Naciones Unidas en Centroamérica (ONUCA)                                 | Zentralamerika |
| 660        | 2. August 1990     | | Invasion Kuwaits durch Irak |
| 661        | 6. August 1990     | | wirtschaftliche Sanktionen gegen den Irak |
| 678        | 29. November 1990  | | Ermächtigung zur militärischen Intervention gegen den Irak. |
| 687        | 3. April 1991      | | Irak (Zweiter Golfkrieg) |
| 689        | 9. April 1991      | United Nations Iraq-Kuwait Observation Mission (UNIKOM)                                               | Irak, Kuwait |
| 690        | 29. April 1991     | Mission des Nations Unies pour l’organisation d’un référendum au Sahara occidental (MINURSO)          | Westsahara |
| 692        | 20. Mai 1991       | United Nations Iraq-Iran Military Observer Group (UNIIMOG)                                            | Iran, Irak |
| 693        | 20. Mai 1991       | Misión de Observación de las Naciones Unidas en El Salvador (ONUSAL)                                  | El Salvador |
| 696        | 30. Mai 1991       | United Nations Angola Verification Mission II (UNAVEM II)                                             | Angola |
| 717        | 16. Oktober 1991   | United Nations Advance Mission in Cambodia (UNAMIC)                                                   | Kambodscha |
| 743        | 21. Februar 1992   | United Nations Protection Force (UNPROFOR)                                                            | Ehemaliges Jugoslawien |
| 745        | 28. Februar 1992   | United Nations Transitional Authority in Cambodia (UNTAC)                                             | Kambodscha |
| 751        | 24. April 1992     | United Nations Operation in Somalia I (UNOSOM I)                                                      | Somalia |
| 797        | 16. Dezember 1992  | Opération des Nations Unies au Mozambique (ONUMOZ)                                                    | Mosambik |
| 814        | 26. März 1993      | United Nations Operation in Somalia II (UNOSOM II)                                                    | Somalia |
| 846        | 22. Juni 1993      | United Nations Observer Mission Uganda-Rwanda (UNOMUR)                                                | Ruanda, Uganda |
| 858        | 24. August 1993    | United Nations Observer Mission in Georgia (UNOMIG)                                                   | Abchasien, Georgien |
| 866        | 22. September 1993 | United Nations Observer Mission in Liberia (UNOMIL)                                                   | Liberia |
| 867        | 23. September 1993 | United Nations Mission in Haiti (UNMIH)                                                               | Haiti |
| 872        | 5. Oktober 1993    | United Nations Assistance Mission for Rwanda (UNAMIR)                                                 | Ruanda |
| 915        | 4. Mai 1994        | United Nations Aouzou Strip Observer Group (UNASOG)                                                   | Tschad, Libyen |
| 968        | 16. Dezember 1994  | United Nations Mission of Observers in Tajikistan (UNMOT)                                             | Tadschikistan |
| 976        | 8. Februar 1995    | United Nations Angola Verification Mission III (UNAVEM III)                                           | Angola |
| 983        | 31. März 1995      | United Nations Preventive Deployment Force (UNPREDEP)                                                 | Mazedonien |
| 990        | 28. April 1995     | United Nations Confidence Restoration Operation (UNCRO)                                               | Kroatien |
| 1031       | 15. Dezember 1995  | | Militärische Umsetzung aller im Abkommen von Dayton getroffenen Vereinbarungen durch die Peace Implementation Forces (IFOR) in Bosnien-Herzegowina |
| 1035       | 21. Dezember 1995  | United Nations Mission in Bosnia and Herzegovina (UNMIBH)                                             | Bosnien-Herzegowina |
| 1037       | 15. Januar 1996    | United Nations Transitional Administration for Eastern Slavonia, Baranja and Western Sirmium (UNTAES) | Kroatien |
| 1063       | 28. Juni 1996      | United Nations Support Mission in Haiti (UNSMIH)                                                      | Haiti |
| 1083       | 27. November 1996  | United Nations Mission of Observers in Prevlaka (UNMOP)                                               | Prevlaka, Kroatien |
| 1094       | 20. Januar 1997    | Misión de Verificación de las Nacionas Unidas en Guatemala (MINUGUA)                                  | Guatemala |
| 1118       | 30. Juni 1997      | Mission d’Observation des Nations Unies en Angola (MONUA)                                             | Angola |
| 1123       | 30. Juli 1997      | United Nations Transition Mission in Haiti (UNTMIH)                                                   | Haiti |
| 1141       | 28. November 1997  | Mission de Police Civile des Nations Unies en Haïti (MIPONUH)                                         | Haiti |
| 1145       | 19. Dezember 1997  | United Nations Police Support Group (UNPSG)                                                           | Kroatien |
| 1159       | 27. März 1998      | Mission des Nations Unies en République centrafricaine (MINURCA)                                      | Zentralafrikanische Republik |
| 1181       | 13. Juli 1998      | United Nations Observer Mission in Sierra Leone (UNOMSIL)                                             | Sierra Leone |
| 1244       | 10. Juni 1999      | United Nations Interim Administration Mission in Kosovo (UNMIK)                                       | Kosovo |
| 1264       | 15. September 1999 | International Force for East Timor (INTERFET)                                                         | bis zu 7.000 Mann starke Eingreiftruppe für Osttimor. Erste Einheiten landen am 20. September auf dem Flughafen der Hauptstadt Dili. |
| 1270       | 22. Oktober 1999   | United Nations Mission in Sierra Leone (UNAMSIL)                                                      | Sierra Leone |
| 1272       | 22. Oktober 1999   | United Nations Transitional Administration in East Timor (UNTAET)                                     | Osttimor |
| 1291       | 24. Februar 2000   | Mission de l’Organisation des Nations Unies en République Démocratique du Congo (MONUC)               | Kongo |
| 1320       | 15. September 2000 | United Nations Mission in Ethiopia and Eritrea (UNMEE)                                                | Äthiopien, Eritrea |
| 1325       | 31. Oktober 2000   | | Stärkung der Rechte der Frauen und ihre Bedeutung für den Weltfrieden. |
| 1368       | 12. September 2001 | | Verurteilung der Anschläge vom 11. September 2001 und Ermahnung der Mitgliedstaaten etwas gegen den Terror zu unternehmen. |
| 1373       | 28. September 2001 | | Verurteilung der Anschläge vom 11. September 2001 und Verpflichtung der Mitgliedstaaten zur Antiterrorgesetzgebung. |
| 1386       | 20. Dezember 2001  | Internationale Sicherheitsbeistandstruppe (ISAF)                                                      | Afghanistan |
| 1410       | 17. Mai 2002       | United Nations Mission of Support in East Timor (UNMISET)                                             | Osttimor |
| 1441       | 8. November 2002   | | Irak (dritter Golfkrieg) |
| 1509       | 19. September 2003 | United Nations Mission in Liberia (UNMIL)                                                             | Liberia |
| 1528       | 27. Februar 2004   | Opération des Nations Unies en Côte d’Ivoire (ONUCI)                                                  | Elfenbeinküste |
| 1542       | 30. April 2004     | Mission des Nations Unies pour la stabilisation en Haïti (MINUSTAH)                                   | Haiti |
| 1543       | 14. Mai 2004       | United Nations Mission of Support in East Timor (UNMISET)                                             | Osttimor |
| 1545       | 21. Mai 2004       | Opération des Nations Unies au Burundi (ONUB)                                                         | Burundi: ONUB soll mithelfen, die Bemühungen der Bewohner von Burundi einen dauerhaften Frieden wiederherzustellen und zur nationalen Versöhnung beizutragen, wie sie in der ARUSH-Vereinbarung festgelegt wurde, zu unterstützen.                            |
| 1546       | 8. Juni 2004       | | Machtübergabe an die Irakische Übergangsregierung |
| 1559       | 2. September 2004  | United Nations Interim Force in Lebanon (UNIFIL)                                                      | Libanon: Rückzug aller verbliebener ausländischer Kräfte, Entwaffnung und Auflösung aller Milizen. |
| 1583       | 28. Januar 2005    | | Libanon: Übernahme der vollen Kontrolle der Grenze zu Israel durch die libanesische Regierung. |
| 1585       | 10. März 2005      | United Nations Mission in Sudan (UNAMIS)                                                              | Sudan: Verlängerung der Voraus-Mission. |
| 1588       | 17. März 2005      | United Nations Mission in Sudan (UNAMIS)                                                              | Sudan: Erneute Verlängerung der Voraus-Mission. |
| 1590       | 24. März 2005      | United Nations Mission in Sudan (UNMIS)                                                               | UNMIS „wird für einen anfänglichen Zeitraum von 6 Monaten“ in Sudan eingerichtet. |
| 1591       | 29. März 2005      | | Sudan |
| 1593       | 31. März 2005      | | Sudan. Handelt von der Zuständigkeit des Internationalen Strafgerichtshofs in Bezug auf Straftaten, die im Zusammenhang mit der Krise in Darfur begangen wurden.                                                                                              |
| 1701       | 12. August 2006    | United Nations Interim Force in Lebanon (UNIFIL)                                                      | Libanon. Forderung nach sofortigem Waffenstillstand im Libanonkrieg 2006, sowie der Stationierung von 15.000 libanesischen und 15.000 UNIFIL-Soldaten, um eine Waffenruhe zu überwachen.                                                                      |
| 1718       | 14. Oktober 2006   | | Nordkorea. In Folge des Nordkoreanischen Atomwaffentests werden Frachttransporte nach Rüstungsteilen untersucht. Militärische Aktionen werden ausdrücklich ausgeschlossen.                                                                                    |
| 1769       | 31. Juli 2007      | United Nations – African Union Mission in Darfur (UNAMID)                                             | Sudan/Darfur. Autorisierung der Entsendung der UN/AU-Friedenstruppe UNAMID, die Zivilisten und humanitäre Helfer im Darfur-Konflikt schützen soll. |
| 1786       | 28. November 2007  | | Den Haag. Ablösung des Staatsanwalts am Internationalen Strafgerichtshof für das ehemalige Jugoslawien, Carla Del Ponte, durch Serge Brammertz zum 1. Januar 2008.                                                                                            |
| 1970       | 26. Februar 2011   | | Libyen. Beschluss zu Wirtschaftssanktionen gegen die Regierung Libyens. Darunter die Verhängung eines Waffenembargos, Reiseverbote und die Einfrierung von Bankkonten gegen Muammar al-Gaddafi, dessen Familienmitglieder, sowie Angehörige seiner Regierung. |
| 1973       | 17. März 2011      | | Flugverbotszone in Libyen |
| 2149       | 10. April 2014     | MINUSCA                                                                                               | Zentralafrikanische Republik: Einrichten der UN-Friedensmission MINUSCA |

## Liste der Resolutionen der UN-Generalversammlung
Die folgende Liste enthält eine Auswahl wichtiger Resolutionen der UN-Generalversammlung.
| Resolution   | Datum               | UNO-Mission                                             | Thema |
| ------------ | ------------------- | ------------------------------------------------------- | --- |
| 181          | 29. November 1947   |                                                         | UN-Teilungsplan für Palästina |
| 194          | 11. Dezember 1948   |                                                         | Palästinakrieg |
| 998–1001     | 4.–7. November 1956 | United Nations Emergency Force (UNEF I)                 | Ägypten, Israel |
| 1752 (XVII)  | 21. September 1962  | United Nations Security Force in West New Guinea (UNSF) | Neuguinea |
| 2444 (XXIII) | 19. Dezember 1968   |                                                         | Festlegung grundlegender Prinzipien des humanitären Völkerrechts zum Schutz der Zivilbevölkerung während militärischen Konflikten, die 1977 Teil der Genfer Konventionen wurden                                        |
| 2758         | 25. Oktober 1971    |                                                         | Zusprechung aller Rechte der Verwaltung des Territoriums „China“ an die Volksrepublik China. |
| 3236         | 22. November 1974   |                                                         | Bekräftigung der unveräußerlichen Rechte des palästinensischen Volkes. |
| 3379         | 10. November 1975   |                                                         | Israel: Festlegung, dass Zionismus eine Form des Rassismus und der Rassendiskriminierung sei. Diese Resolution wurde am 16. Dezember 1991 widerrufen (Resolution 46/86).                                               |
| 46/86        | 16. Dezember 1991   |                                                         | Aufhebung von 3379 |
| 51/204       | 17. Dezember 1996   |                                                         | Beobachterstatus für den Internationalen Seegerichtshof bei der UNO-Generalversammlung |
| 60/251       | 15. März 2006       |                                                         | Gründung des UNO-Menschenrechtsrates |
| 67/19        | 29. November 2012   |                                                         | Der PLO wird der Status eines "Beobachtenden Nicht-Mitgliedstaates" zuerkannt, wodurch Palästina offiziell von der UNO als "Staat" anerkannt wird und ein Rederecht erhält. Siehe Palästina (Staat)#Vereinte Nationen. |
| 68/262       | 27. März 2014       |                                                         | Territoriale Integrität der Ukraine |
| 70/1         | 25. September 2015  |                                                         | "Transformation unserer Welt: die Agenda 2030 für nachhaltige Entwicklung" |
| 72/282       | 22. Juni 2018       |                                                         | Vollständiger und bedingungsloser Abzug ausländischer Streitkräfte vom Gebiet der Republik Moldau |
| ES-11/1      | 2. März 2022        |                                                         | Missbilligung des Russischen Überfalls auf die Ukraine 2022 |